# Alpenpokal 1963
Der Alpenpokal 1963 war die 4. Auflage des Fußballwettbewerbs. Juventus Turin gewann das Finale gegen Atalanta Bergamo.

## Gruppenphase

### Gruppe 1
Die Spiele fanden in Biel, Genf und Grenchen statt.
| Pl. | Verein                     | Sp. | S | U | N | Tore    | Diff. | Punkte |
| --- | -------------------------- | --- | - | - | - | ------- | ----- | ------ |
| 1.  | Atalanta Bergamo           | 3   | 2 | 1 | 0 | 009:500 | +4    | 05:10  |
| 2.  | Inter Mailand              | 3   | 1 | 2 | 0 | 007:600 | +1    | 04:20  |
| 3.  | Servette Genf              | 3   | 1 | 0 | 2 | 006:700 | −1    | 02:40  |
| 4.  | FC Biel-Bienne/FC Grenchen | 3   | 0 | 1 | 2 | 006:100 | −4    | 01:50  |

| 16. Juni 1963              |     |                  |
| FC Biel-Bienne/FC Grenchen | 2:5 | Atalanta Bergamo |
| Servette Genf              | 2:3 | Inter Mailand    |
| 19. Juni 1963              |     |                  |
| FC Biel-Bienne/FC Grenchen | 1:2 | Servette Genf    |
| 23. Juni 1963              |     |                  |
| FC Biel-Bienne/FC Grenchen | 3:3 | Inter Mailand    |
| Servette Genf              | 2:3 | Atalanta Bergamo |
| 25. Juni 1963              |     |                  |
| Atalanta Bergamo           | 1:1 | Inter Mailand    |

### Gruppe 2
Die Spiele fanden in Basel und Zürich statt.
| Pl. | Verein              | Sp. | S | U | N | Tore    | Diff. | Punkte |
| --- | ------------------- | --- | - | - | - | ------- | ----- | ------ |
| 1.  | Juventus Turin      | 3   | 3 | 0 | 0 | 012:400 | +8    | 06:0   |
| 2.  | AS Rom              | 3   | 2 | 0 | 1 | 011:400 | +7    | 04:20  |
| 3.  | FC Basel            | 3   | 0 | 1 | 2 | 003:100 | −7    | 01:50  |
| 4.  | Grasshoppers Zürich | 3   | 0 | 1 | 2 | 005:130 | −8    | 01:50  |

| 16. Juni 1963       |     |                     |
| FC Basel            | 1:5 | Juventus Turin      |
| Grasshoppers Zürich | 1:7 | AS Rom              |
| 19. Juni 1963       |     |                     |
| FC Basel            | 1:1 | Grasshoppers Zürich |
| Juventus Turin      | 2:0 | AS Rom              |
| 23. Juni 1963       |     |                     |
| Grasshoppers Zürich | 3:5 | Juventus Turin      |
| FC Basel            | 1:4 | AS Rom              |

## Spiel um Platz 3
Das Spiel fand am 29. Juni 1963 in Basel statt.
|        | Ergebnis |               |
| ------ | -------- | ------------- |
| AS Rom | 5:1      | Inter Mailand |

## Finale
| Juventus Turin                               | Juventus Turin | Atalanta Bergamo | Atalanta Bergamo |
| -------------------------------------------- | --- | --- | ---------------- |
| Juventus Turin                               | \| 29. Juni 1963 in Genf (Stade des Charmilles) \| \| Ergebnis: 3:2 (1:1) \| \| Zuschauer: 11.500 \| \| Schiedsrichter: Gottfried Dienst ( Schweiz) \|                                                                          | \| 29. Juni 1963 in Genf (Stade des Charmilles) \| \| Ergebnis: 3:2 (1:1) \| \| Zuschauer: 11.500 \| \| Schiedsrichter: Gottfried Dienst ( Schweiz) \|                                                                                          | Atalanta Bergamo |
| Juventus Turin                               | Roberto Anzolin, Ernesto Castano, Giovanni Sacco, Sandro Salvadore, Adolfo Gori, Benito Sarti, Carlo Dell’Omodarme, Luis del Sol, Bruno Siciliano (Gino Stacchini), Omar Sívori, Giampaolo Menichelli Cheftrainer: Paulo Amaral | Pierluigi Pizzaballa, Alfredo Pesenti, Franco Nodari, Piero Gardoni, Flemming Nielsen, Umberto Colombo, Angelo Domenghini, Dino da Costa, Salvatore Calvanese, Kurt Christensen, Enrico Nova (Luciano Magistrelli) Cheftrainer: Paolo Tabanelli | Atalanta Bergamo |
| Juventus Turin                               | 1:1 Siciliano (10.) 2:1 del Sol (51., Elfmeter) 3:2 Sívori (74.) | 0:1 da Costa (8.) 2:2 Magistrelli (71.) | Atalanta Bergamo |
| 29. Juni 1963 in Genf (Stade des Charmilles) | | |                  |
| Ergebnis: 3:2 (1:1)                          | | |                  |
| Zuschauer: 11.500                            | | |                  |
| Schiedsrichter: Gottfried Dienst ( Schweiz)  | | |                  |